# Malý Rapotín
Malý Rapotín (německy Klein Gropitzreith) je malá vesnice, část města Tachov ve stejnojmenném okrese v Plzeňském kraji. Nachází se asi dva kilometry jihovýchodně od Tachova. Prochází tudy železniční trať Domažlice – Planá u Mariánských Lázní a silnice II/199. Malý Rapotín je také název katastrálního území o rozloze 1,25 km².

## Historie
První písemná zmínka o vesnici pochází z roku 1379.

## Obyvatelstvo
| Rok            | 1869 | 1880 | 1890 | 1900 | 1910 | 1921 | 1930 | 1950 | 1961 | 1970 | 1980 | 1991 | 2001 | 2011 | 2021 |
| -------------- | ---- | ---- | ---- | ---- | ---- | ---- | ---- | ---- | ---- | ---- | ---- | ---- | ---- | ---- | ---- |
| Počet obyvatel | 97   | 103  | 107  | 100  | 110  | 111  | 112  | 80   | 75   | 78   | 48   | 37   | 41   | 63   | 76   |
| Počet domů     | 17   | 17   | 18   | 17   | 18   | 19   | 21   | 18   | 15   | 16   | 16   | 18   | 21   | 25   | 30   |

## Obecní správa
Při sčítání lidu v letech 1850–1920 Malý Rapotín byl osadou obce Oldřichov v okrese Tachov. V letech 1921–1963 byl samostatnou obcí v okrese Stříbro. Od roku 1964 je částí města Tachov ve stejnojmenném okrese.

## Další fotografie

Malý Rapotín
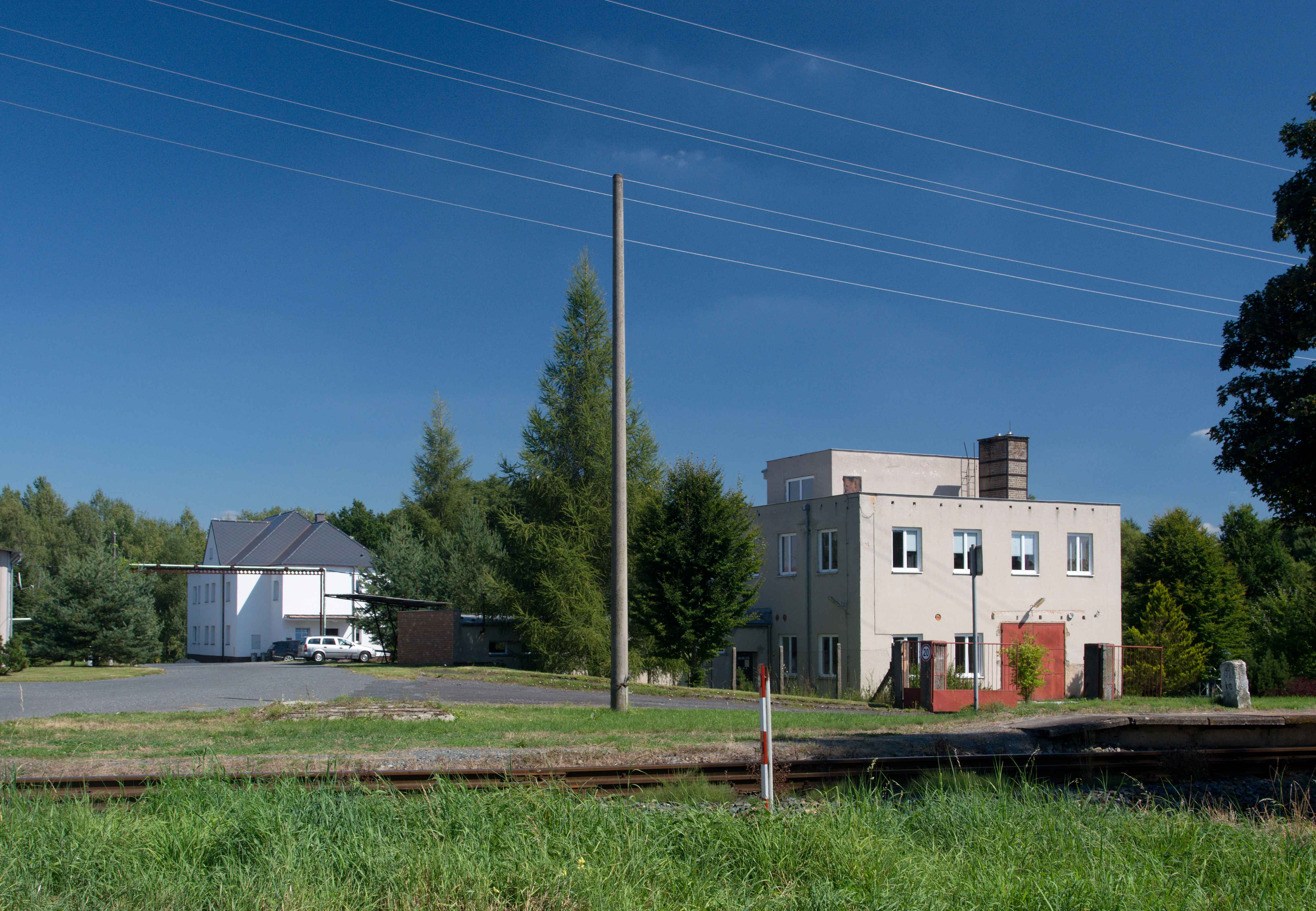
Domy u trati
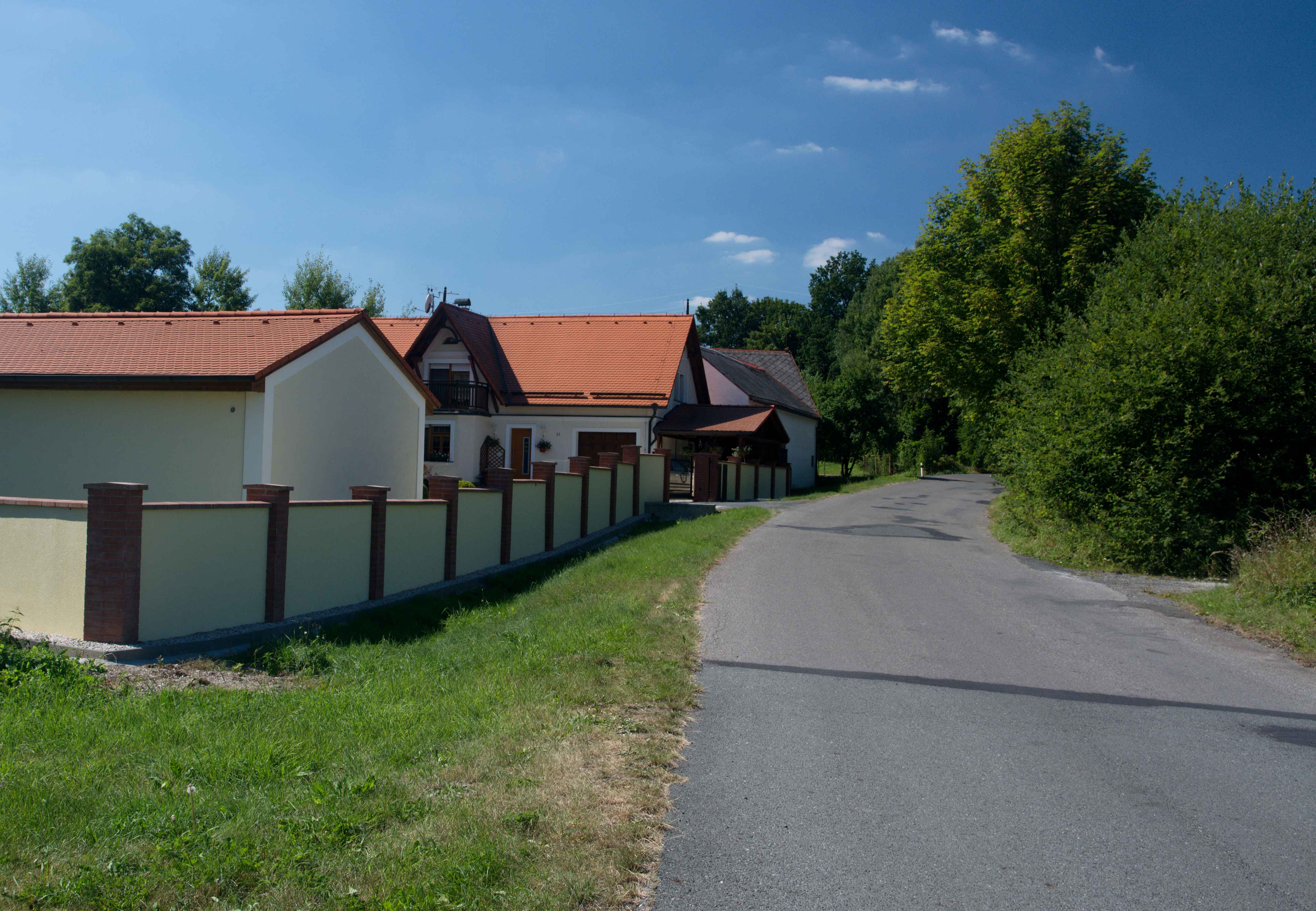
Postranní ulice
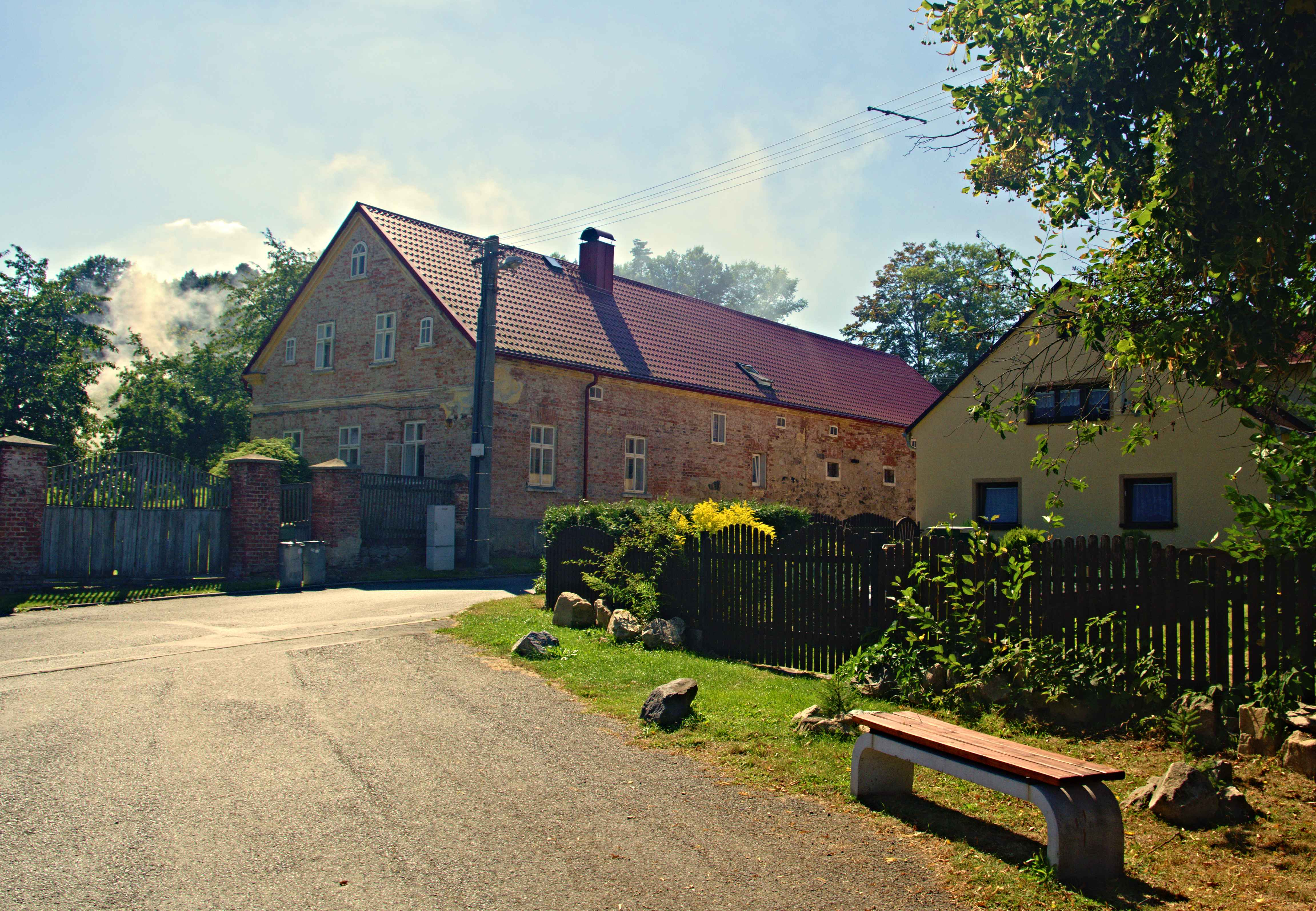
Náves
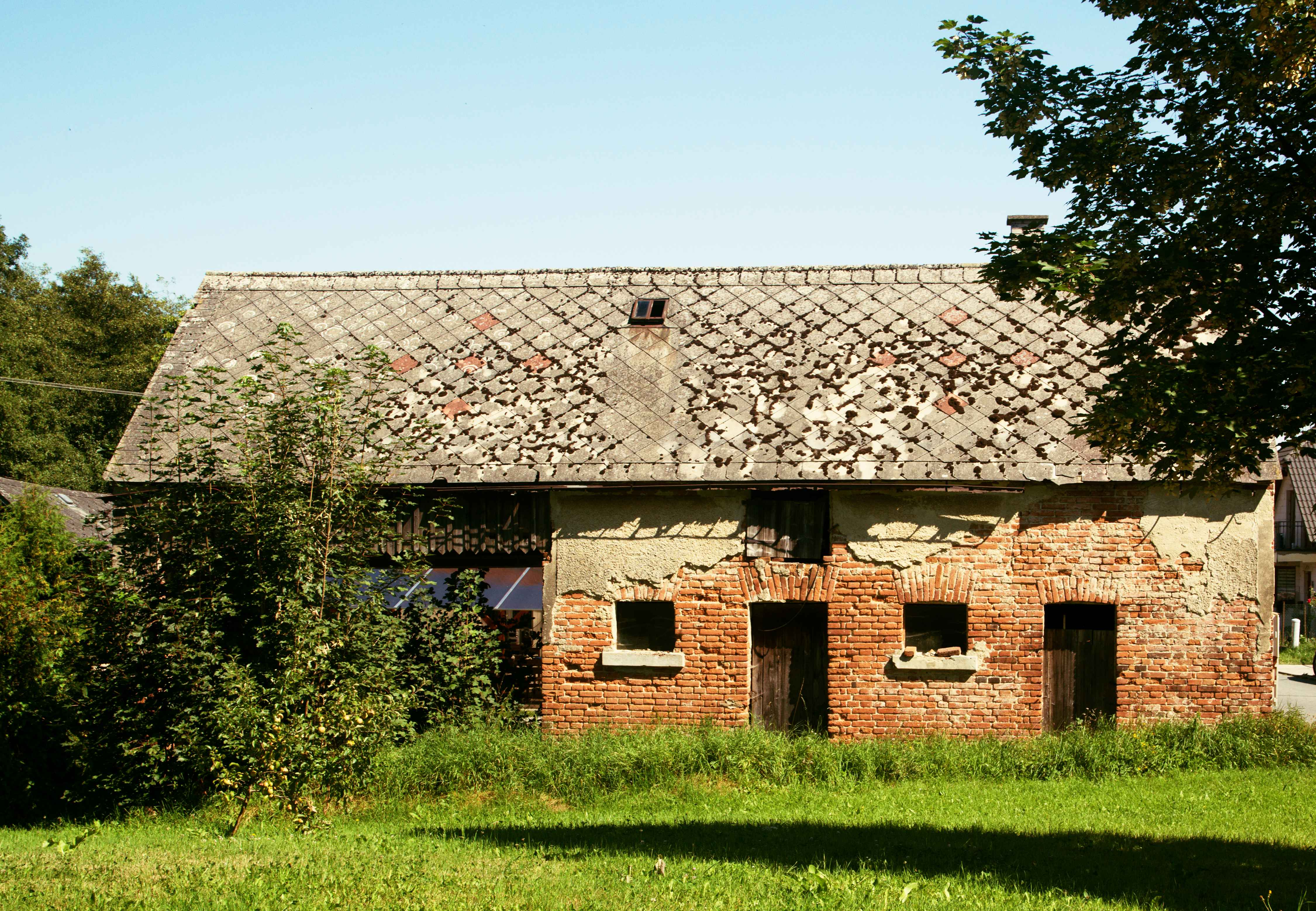
Stodola
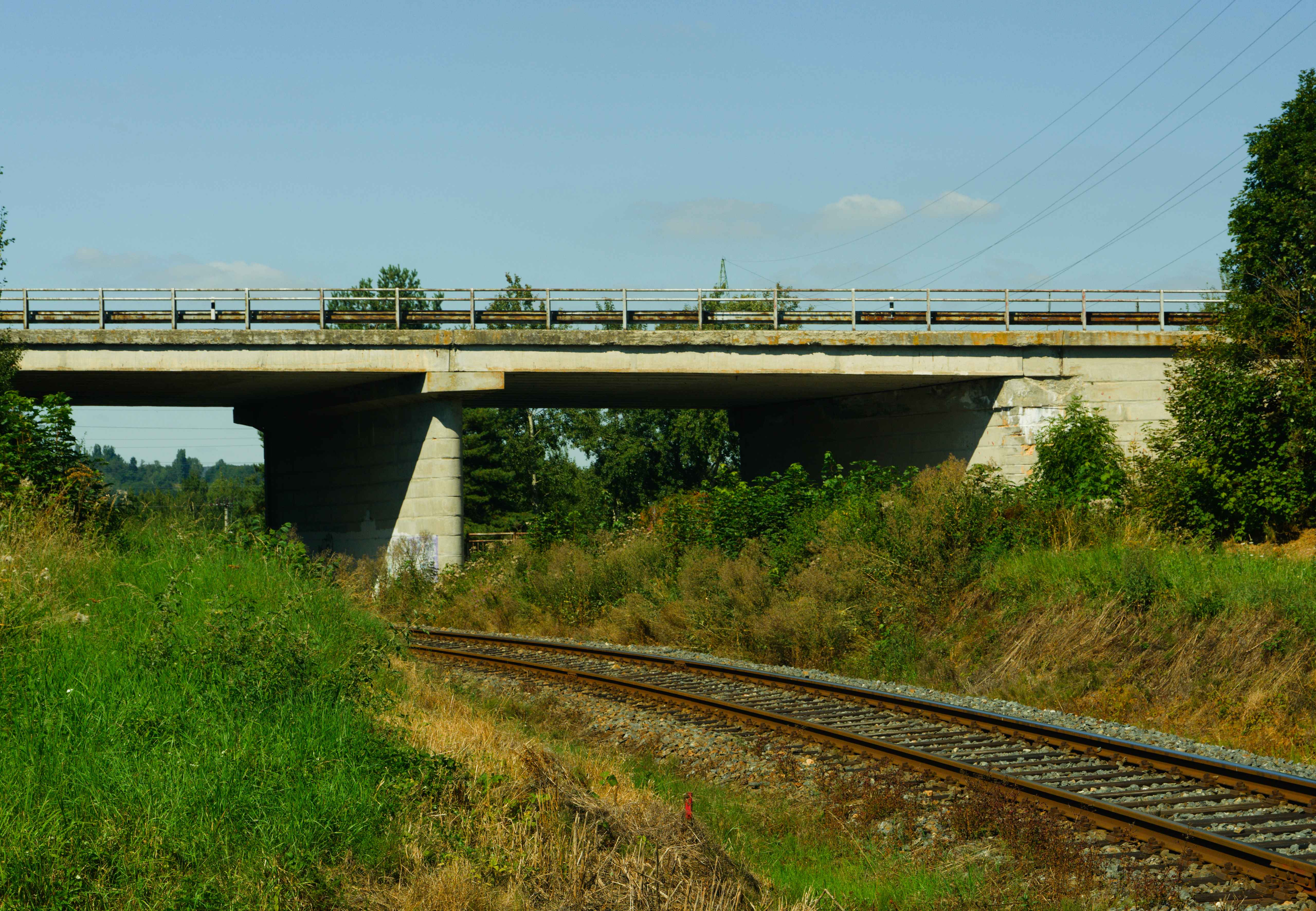
Most
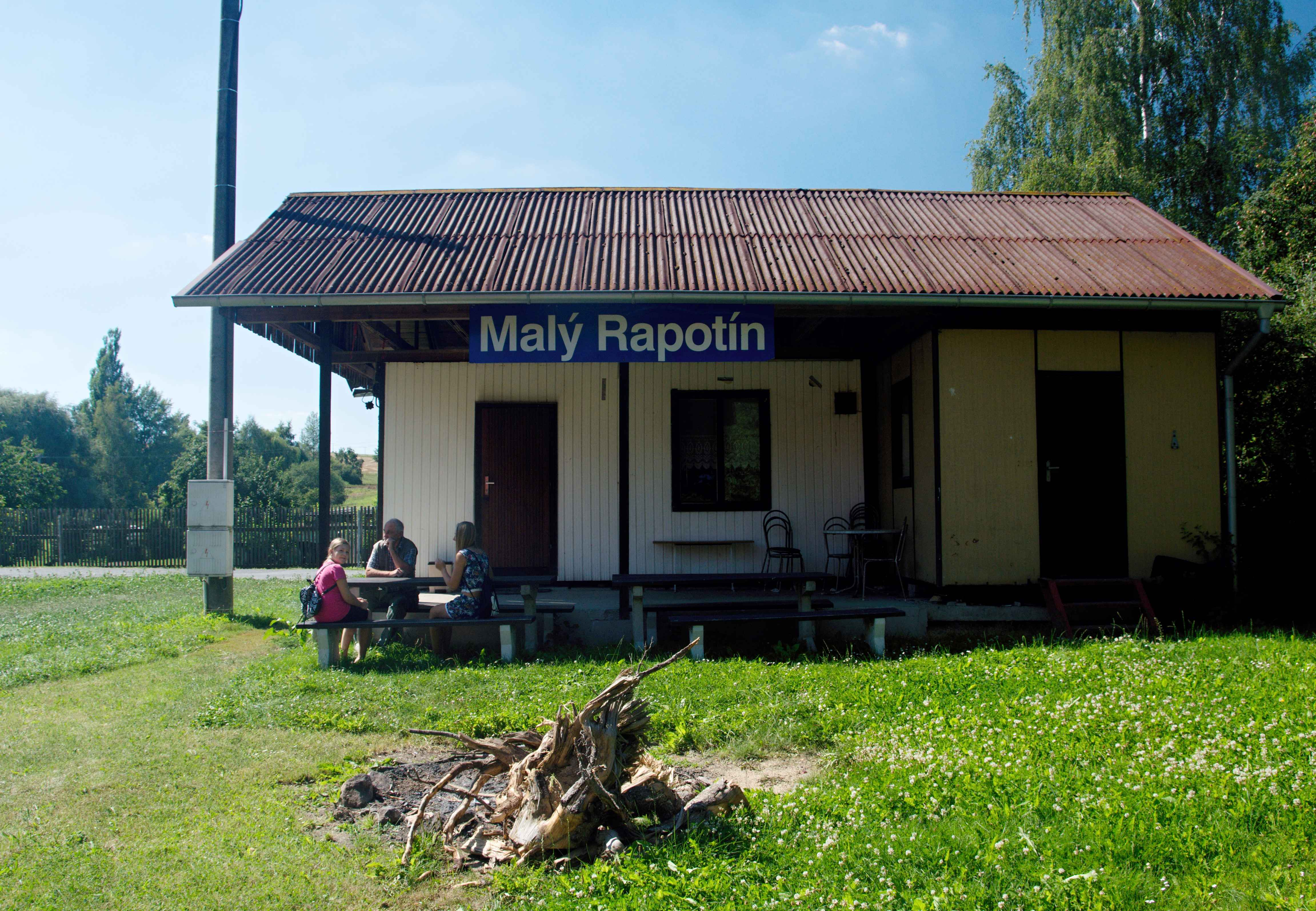
Zastávka
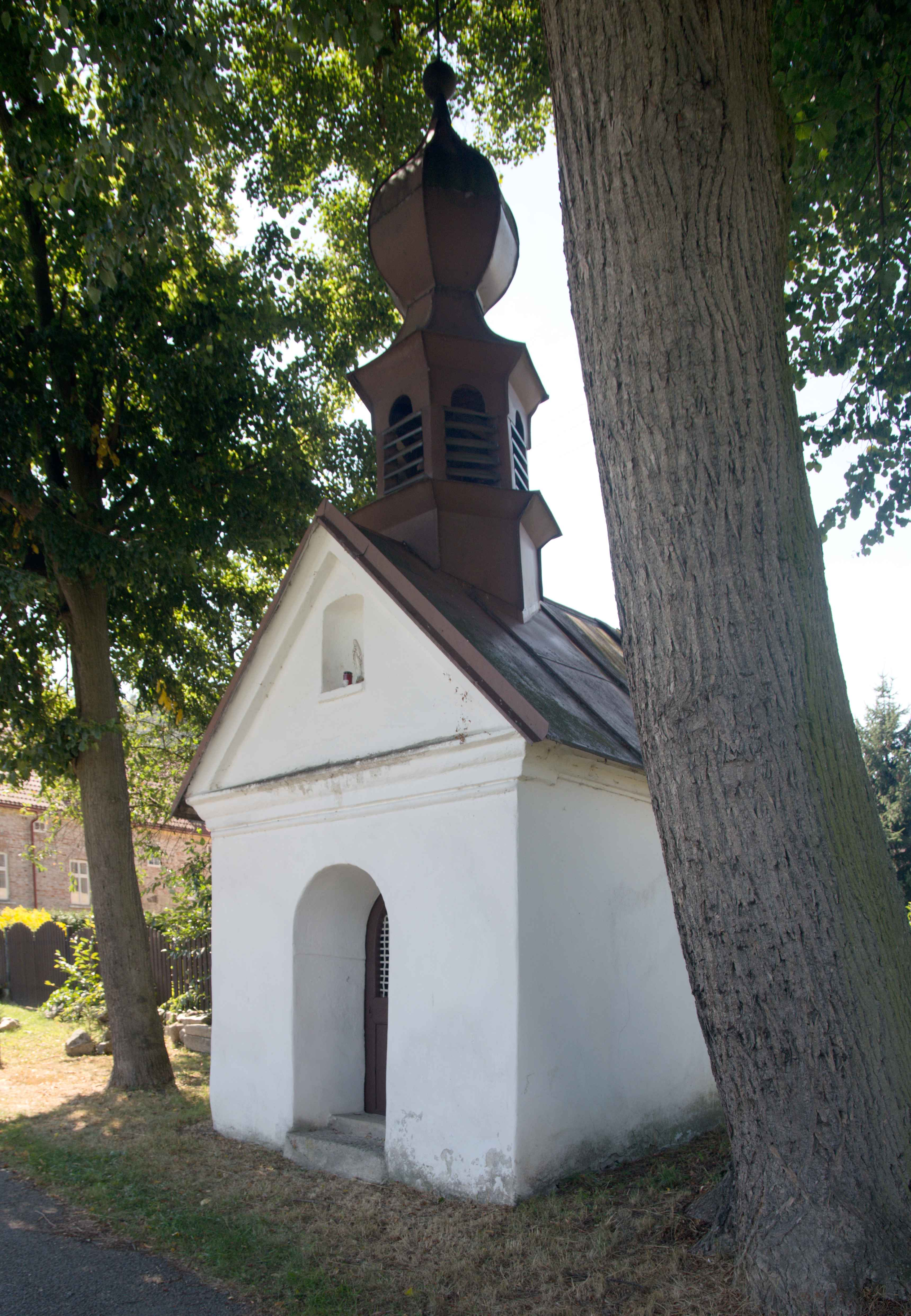
Kaplička